# Chrysobothris eriogoni
Chrysobothris eriogoni är en skalbaggsart som beskrevs av Wescott 2005. Chrysobothris eriogoni ingår i släktet Chrysobothris och familjen praktbaggar. Inga underarter finns listade i Catalogue of Life.